# Freundeskreis für Archäologie in Niedersachsen

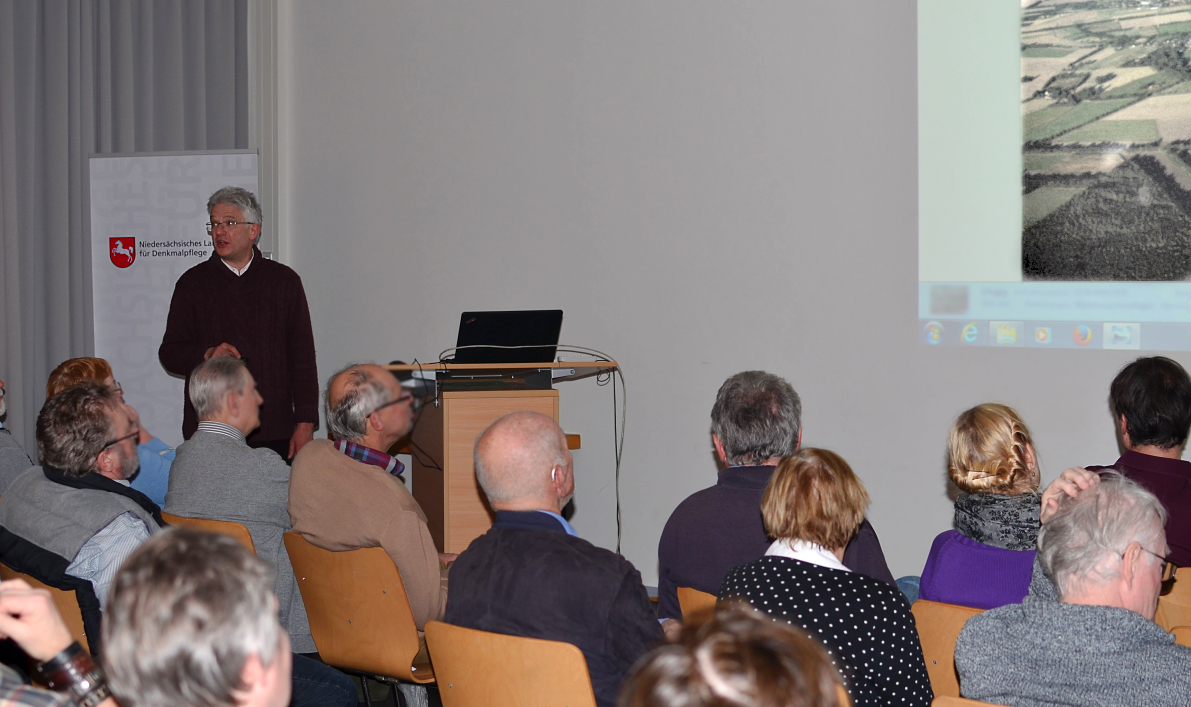
Jährliche Luftbildschau der Luftbild AG des Vereins durch Heinz-Dieter Freese, 2017

Der Freundeskreis für Archäologie in Niedersachsen (F. A. N.) ist ein eingetragener Verein zur Förderung der archäologischen Denkmalpflege in Niedersachsen. Dies geschieht im Zusammenwirken mit dem Niedersächsischen Landesamt für Denkmalpflege, wo sich auch der Vereinssitz befindet.

## Beschreibung
Der Verein wurde 1999 auf Initiative des Prähistorikers Wilhelm Gebers gegründet. Er war als Archäologe beim Niedersächsischen Landesamt für Denkmalpflege in Hannover tätig und bis 2016 erster Vorsitzender des Vereins. Seither gehören dem Vorstand neben dem Vorsitzenden Utz Böhner weitere Vorstandsmitgliedern an. Der Verein hat derzeit (2024) 340 Mitglieder und gilt nach dem Niedersächsischen Landesverein für Urgeschichte als der zweitgrößte archäologische Verein in Niedersachsen.
Der Freundeskreis für Archäologie in Niedersachsen informiert über Aufgaben und Ziele archäologischer Denkmalpflege und wirkt daran gestaltend mit. Der Verein steht vor allem interessierten Laienforschern und heimatkundlich interessierten Bürgern zur Mitarbeit offen.
Die Vereinstätigkeit findet vor allem in folgenden themenbezogenen Arbeitsgruppen (AG) statt:
- Luftbild AG
- Römer AG
- Moor AG
- AG Jägerische Archäologie
- AG Sachsenforschung
- AG Erdwerke
- AG Naturwissenschaften
- AG Grabungen
- Archäologische Gruppe Lingen

Weitere Vereinsaktivitäten sind die Teilnahme an Studientagen, Vorträgen, Museumsbesuche, Exkursionen, Feldbegehungen, Ausgrabungen sowie das Zusammenwirken mit anderen archäologisch tätigen Vereinen. Als Publikation des Vereins erscheint seit dem Jahr 2004 das jährliche Mitteilungsblatt „FAN-Post“ für Mitglieder, das über die archäologischen Vereinsaktivitäten berichtet. Der Freundeskreis für Archäologie in Niedersachsen gehört dem Dachverband des Archäologischen Arbeitskreises Niedersachsen an.
Zu den Mitgliedern zählte der Hobbyarchäologe Tony Clunn, nach dessen römischen Münzfunden von 1987 es zu ersten Ausgrabungen in der Fundregion Kalkriese kam. Vereinsmitglied und Sprecher der Luftbild AG ist der ehrenamtliche Luftbildarchäologe Heinz-Dieter Freese, der unter anderem die Erdwerke von Müsleringen sowie Wellie entdeckte und zur Identifizierung des Römischen Marschlagers von Wilkenburg beitrug. Er wurde 2015 mit der Silbernen Halbkugel des Deutschen Nationalkomitees für Denkmalschutz ausgezeichnet.
Als Bilddarstellung in seinem Logo verwendete der Verein von seiner Gründung 1999 an eine bronzene Scheibenfibel, die bei Ausgrabungen in der Siedlungskammer Rullstorf gefunden. Die ins 10. bis 11. Jahrhundert datierte Darstellung zeigt eine Person mit Kopfbedeckung, deren Gesicht von einem Perlenkreis umschlossen ist. 2017 aktualisierte der Verein sein Logo und auch die bildliche Darstellung. Sie zeigt nun den Bronzeeimer von Sasendorf als Hemmoorer Eimer, den ein Vereinsmitglied im Jahre 2006 entdeckt hatte und den der Verein für rund 5000 Euro restaurieren ließ. Das Fundstück stammt von einem Brandgräberfeld aus dem 1. und 2. Jahrhundert n. Chr. bei Sasendorf und diente als Bestattungsurne.

## Veröffentlichungen
In der Schriftenreihe des Vereins sind bisher folgende Veröffentlichungen erschienen:
- Band 1 Von Drusus bis Maximinus Thrax – Römer in Norddeutschland, 2018, Hrsg. Karola Hagemann, Robert Lehmann, Henning Haßmann
- Band 2 Dokumentation von Fundmünzen, Teil I. Fotografie, 2018, Hrsg. Ulrich Werz
- Band 3 Kleine Graben-Wall-Anlagen in Niedersachsen, 2023, Hrsg. Heinz-Dieter Freese